# میشل کنیوسن
میشل کنیوسن (انگلیسی: Michel Knuysen؛ ۲۵ اکتبر ۱۹۲۹ – ۶ مهٔ ۲۰۱۳) قایقران روئینگ اهل بلژیک بود.
وی در مسابقات کشوری و بین‌المللی در مجموع برندهٔ ۱ مدال طلا، ۳ مدال نقره، ۱ مدال برنز شده‌است.